# Месанепада
Месанепада — царь (лугаль) Ура, правил приблизительно в 2563 — 2524 годах до н. э. Согласно Шумерскому царскому списку Месанепада является основателем I династии Ура.
Эрех был повержен (в сражении),
 (и) престол был перенесен в Ур. 
В Уре Месаннепада правил 80 лет
 в качестве царя;
Месанепада известен не только из Царского списка и Туммальской надписи, памятников литературы созданных спустя полтысячи лет от правления Месанепады, но и из артефактов современных его царствованию. В ходе археологических раскопок царских гробниц в Уре были найдены несколько печатных оттисков с именем Месанепады, наряду с печатями его предшественников царей Мескаламдуга и Акаламдуга, а также царицы Пуаби. В том же месте найдены также надписи жены Месанепады — царицы Нинбанды (шум.  «Молодая хозяйка/госпожа»). Согласно надписи на бусинке из ляпис-лазури, найденной в Мари, отцом Месанепады был Мескаламдуг. Эта надпись звучит следующим образом: «Месанепада, царь Ура, сын Мескаламдуга, царя Киша, предложил (эту бусинку из ляпис-лазури) богу Лугалькалама».

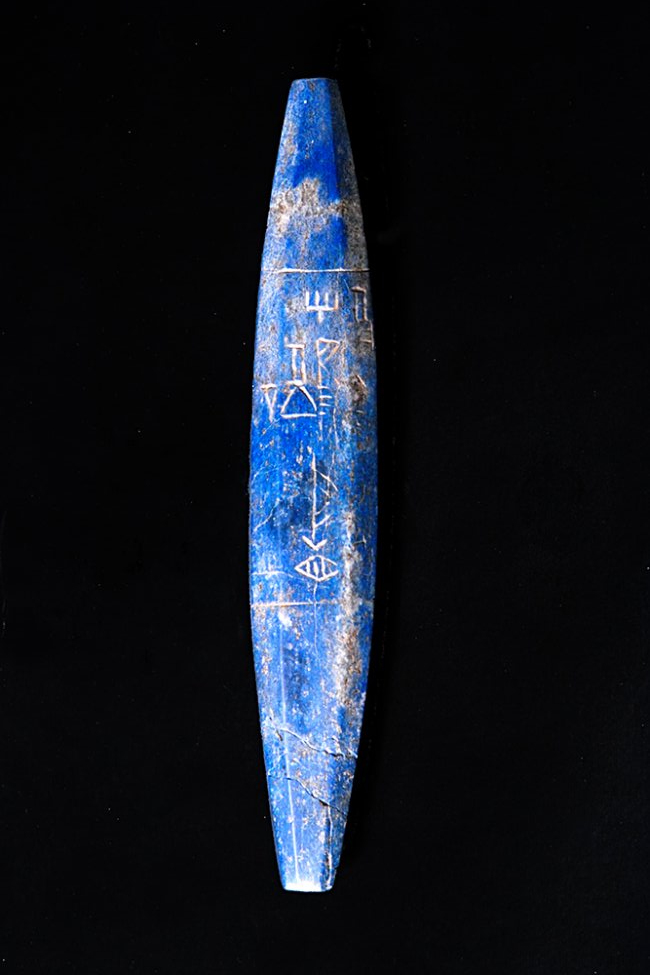
Бусина из лазурита с именами Месанепада и Мескаламдуга. Национальный музей Дамаска, Сирия

В правление Месанепады Ур достиг наивысшего своего могущества в то время. Главным средоточием почета и богатств был храм. Не случайно Месанепада в числе прочих своих титулов носил ещё титул «Супруг храмовой (небесной?) блудницы» (ну-ги[г]). По наиболее вероятному толкованию под «ну-ги[г]» здесь подразумевается сама богиня плодородия, небесная блудница, урукская Инанна. В самом деле, известно, что главным титулом жены Месенепады Нинбанды было «нин» (хозяйка), а не «ну-ги». Так или иначе, в своём странном титуле «супруг блудницы» урский лугаль заявляет о своих правах на важнейший храм и храмовое хозяйство. Он накладывал руку на богатство храма, стремясь встать во главе его людей, которые были не только его работниками, но и составляли внушительную военную силу.
Помимо того Месанепада носил ещё и титул «лугаль Киша», следовательно он претендовал на гегемонию не только на юге страны, но и на севере. Действительно с могуществом и богатством Ура не могли соперничать северные гегемоны, что видно и по царским гробницам в Кише, более скромным чем в Уре.
Туммальская надпись называет Месанепаду среди строителей храма Энлиля в Ниппуре, главном религиозном центре шумеров, обладание над которым давало право царю считаться гегемоном Шумера. 
Туммаль был разрушен.
 Месанепада построил Буршушуа в храме Энлиля.
 Мескиангнуна, сын Месанепады, сделал Туммаль величественным,
 Нинлиль в Туммаль привёл.
Из той же Туммальской надписи становится ясно, что цари Эн-Мебарагеси и его сын Агга из I династии Киша, Месанепада и его сын Мескиангнуна из I династии Ура, а также Гильгамеш и его сын Урнунгаль из I династии Урука являются современниками. В настоящее время историческая ситуация интерпретируется следующим образом:  
В борьбе за господство над всей страной, которую вели между собой правящие династии отдельных городов–государств, первый из царей Ура, Месанепада, победил последнего представителя первой династии Киша, Аггу, и тем самым приобрёл контроль над городом Ниппуром. По–видимому, Месанепада напал на Киш, овладел городом и сверг Аггу. Подобное понимание событий позволяет прояснить и загадку печати Месанепады, который именует себя не царём Ура, а царём Киша, подчёркивая тем самым своё величие и заслуги перед всем Шумером. Это было важно сделать, так как, во–первых, он победил династию «с традициями», а во–вторых, укрепил могущество своего государства. По–видимому, это произошло, когда Месанепада был уже далеко не молодым человеком: ему хватило времени лишь на то, чтобы построить одно новое здание — Буршушна — в ансамбле храмов Энлиля. Строительство Туммаля довёл до конца лишь сын Месанепады — Мескиагнуна. Тут–то и поднял оружие против «узурпаторов» из Ура правитель Урука Гильгамеш. Гильгамеш победил Мескиагнуну и захватил власть над Шумером. Символом этой власти являлся контроль над Ниппуром. В молодые годы Гильгамеш, подобно Мескиагнуне, боролся с Аггой из Киша за гегемонию над Шумером. Но своей цели, как и Мескиагнуна, он достиг лишь в преклонном возрасте, потому что уже не он, а его сын Урнунгаль смог восстановить Туммаль.
Месанепада потерпел поражение от каких-то неназванных врагов. Согласно «Царскому списку» Месанепада правил 80 лет, но вероятно в эту цифру вошли и годы правления следующего царя, сына Месанепады Аанепады, который по какой-то причине не упоминается в «Шумерском царском списке».
| I династия Ура            |                                   |                    |
| Предшественник: Акаламдуг | царь Ура ок. 2563 — 2524 до н. э. | Преемник: Аанепада |